# Catz
Catz è un comune francese soppresso del dipartimento della Manica nella regione della Normandia. Faceva parte del cantone di Carentan nella circoscrizione (arrondissement) di Saint-Lô. Il 1º gennaio 2019 è confluito nel comune di Carentan-les-Marais.

## Società

### Evoluzione demografica
Abitanti censiti